# Gog din Magog

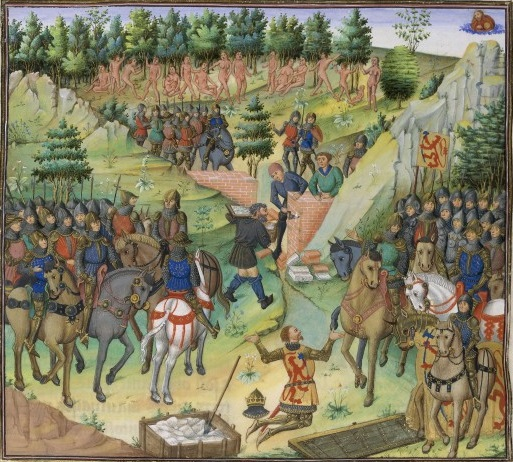
Oamenii Gog și Magog au fost înlăturați de forțele lui Alexandru.–Cartea lui Alexandru de Jean Wauquelin. Bruges, Belgia, sec. 15

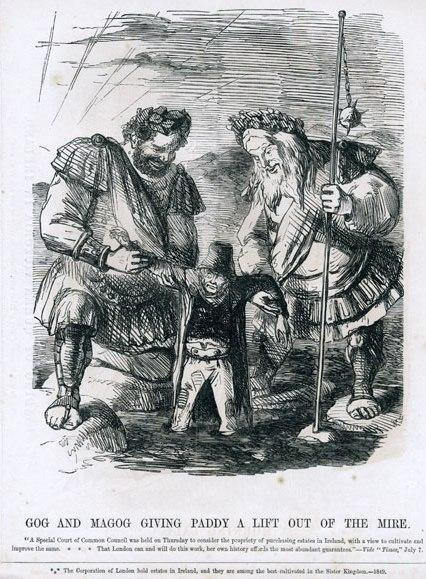
Gog și Magog (în revista Punch)

Gog și Magog (în ebraică גּוֹג וּמָגוֹג; în arabă يَأْجُوج وَ مَأْجُوج) sau Gog din Magog apar în Cartea Genezei, Cartea lui Ezechiel, Cartea Apocalipsei sau în Coran. Ei sunt prezentați diferit ca bărbați, ființe supranaturale (uriași sau demoni), grupuri naționale sau teritorii. Gog si Magog apar pe scară largă în mitologie și în folclor. După relatările lui Geoffrey de Monmouth din 1155, cei doi ar fi fost odată un singur uriaș Gogmagog, fiind rupt în două, după ce a fost aruncat în mare, lângă Plymouth, de către Corineus, un invadator roman.
În prezent, în lume există numai un singur set de astfel de statui ale acestor mari uriași. Acestea pot fi văzute în Londra, în Guildhall, acolo unde marii uriași Gog și Magog au fost forțați să slujească în chip de ușieri regali.
În Ezechiel 38, Gog este un individ, iar Magog este țara lui. Până la Apocalipsa 20:8 din Noul Testament, tradiția iudaică a schimbat de mult timp „Gog din Magog” al lui Ezechiel în „Gog și Magog”.


### În tradiția islamică

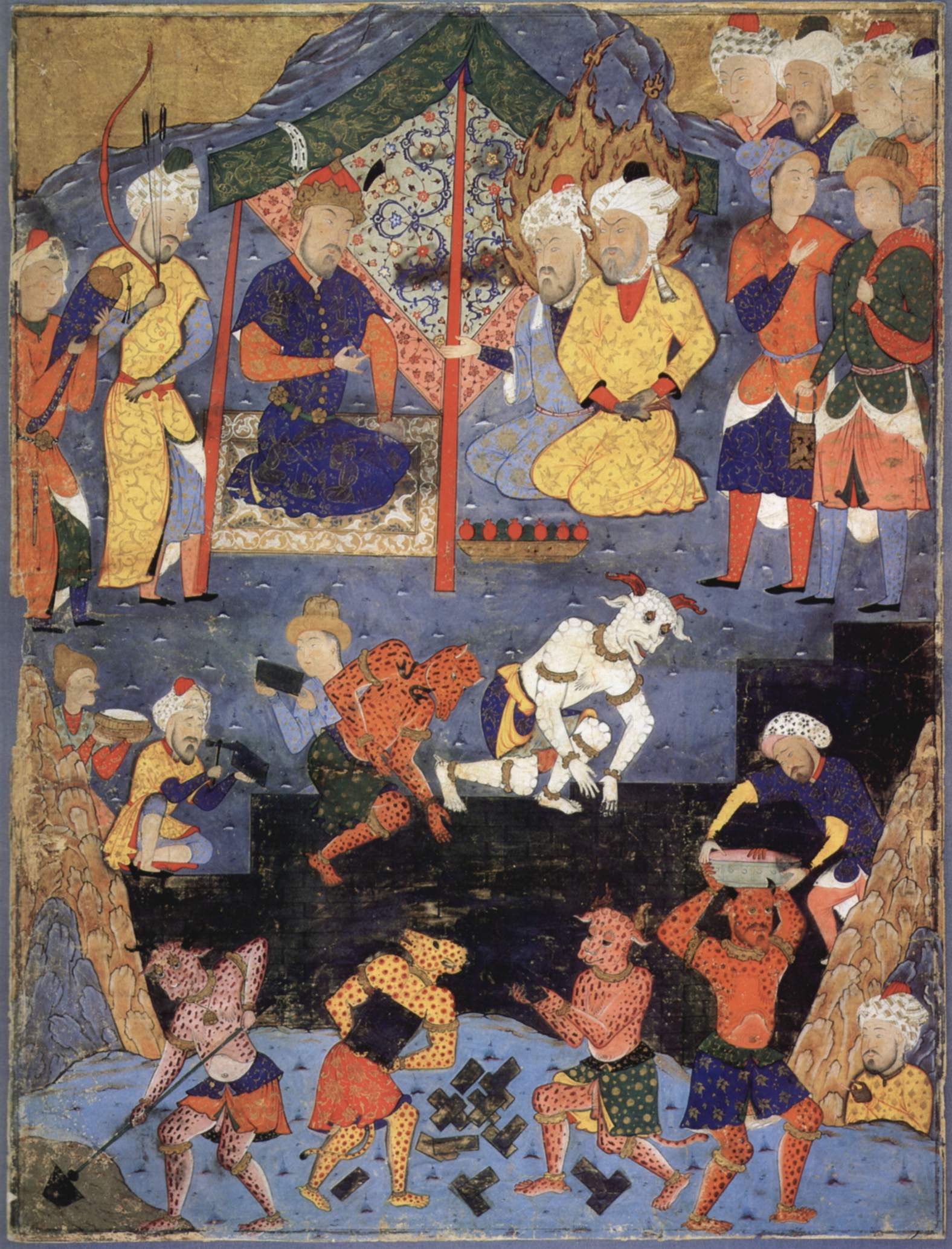